# Hada obsoleta
Hada obsoleta är en fjärilsart som beskrevs av Tutt 1892. Hada obsoleta ingår i släktet Hada och familjen nattflyn. Inga underarter finns listade i Catalogue of Life.